# Burgfreiheit 4 (Mönchengladbach)

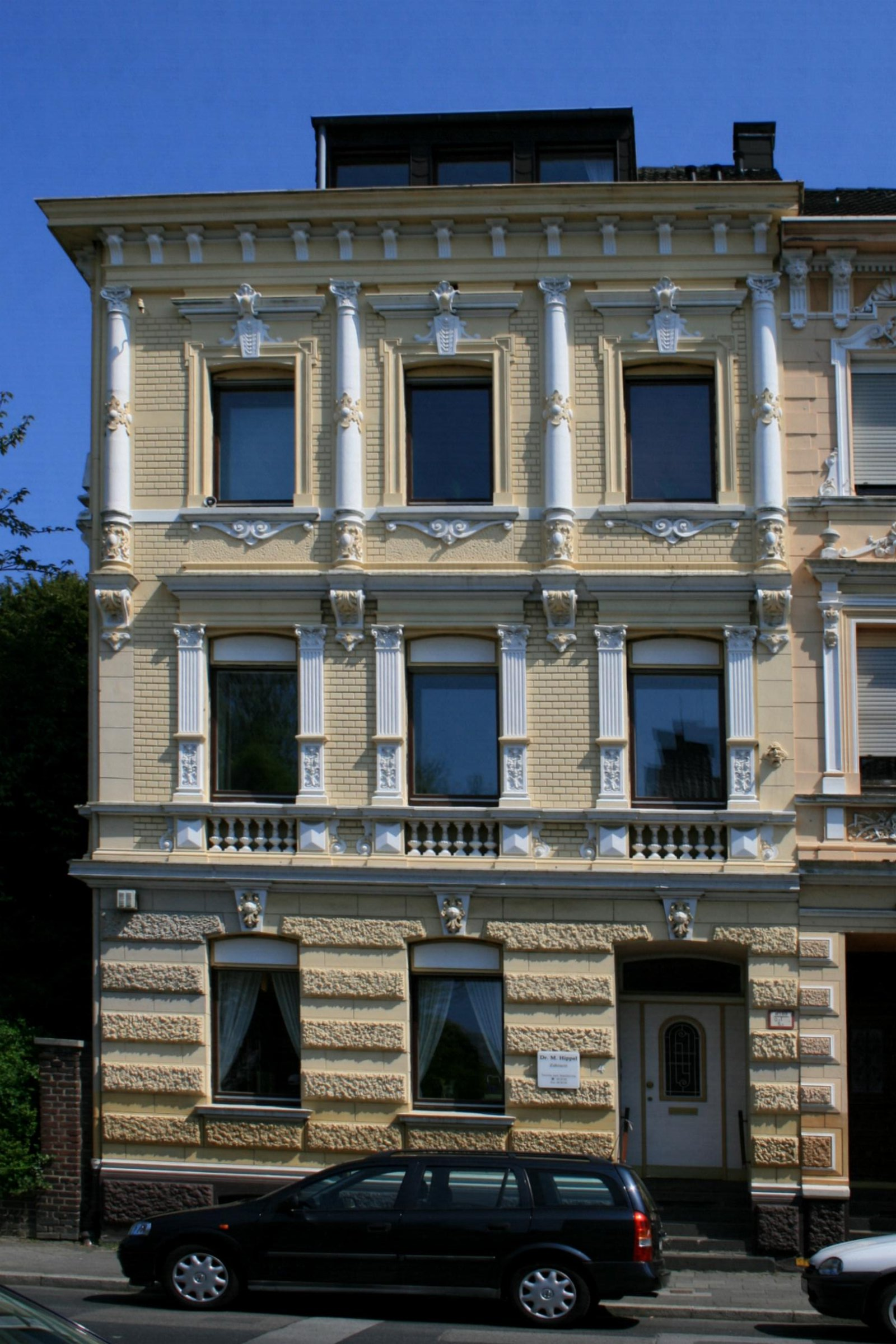
Wohnhaus (2010)

Das Wohnhaus Burgfreiheit 4 steht im Stadtteil Odenkirchen in Mönchengladbach (Nordrhein-Westfalen).
Das Gebäude wurde vor der Jahrhundertwende erbaut. Es ist unter Nr. B 061 am 15. Dezember 1987 in die Denkmalliste der Stadt Mönchengladbach eingetragen worden.

## Architektur
Die „Burgfreiheit“, eine direkte Verbindung nach Rheydt und Köln, ist eine frühe mittelalterliche Wegeführung östlich des historischen Stadtkerns entlang, die ihren Namen einer kleinen, unmittelbar der Burg (1153 erstmals bezeugt) angesiedelten Siedlung verdankt.
Das vor der Jahrhundertwende erbaute Dreifensterhaus ist dreigeschossig mit flach geneigtem Halbwalmdach. Ein weit vorkragendes Konsolgesims schließt die Fassade ab. Mittig im Dach eine breitgelagerte Gaube.